# Raab (Austria)
Raab es un municipio situado en el distrito de Schärding, en el estado de Alta Austria, Austria. Tiene una población estimada, a inicios de 2024, de 2341 habitantes.
Está ubicado al norte del estado, cerca de la frontera con Alemania y de los ríos Danubio y Eno —un afluente derecho del primero—.